# Paul Mariner
Paul Mariner (* 22. Mai 1953 in Chorley, Lancashire; † 9. Juli 2021 in Suffolk) war ein englischer Fußballspieler, der in den 1970er- und 1980er-Jahren als Mittelstürmer spielte und in die englische Nationalmannschaft berufen wurde. Er war zuletzt als Trainer tätig.

## Sportlicher Werdegang

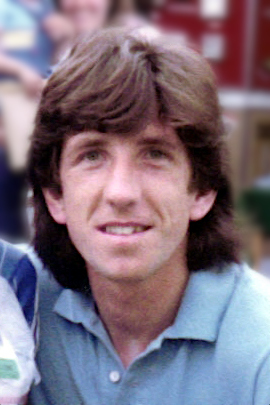
Mariner während seiner Zeit bei Ipswitch Town

Mariner begann seine Karriere als Amateurspieler für den FC Chorley in der Nähe seiner Heimat in der Grafschaft Lancashire. Seine Leistungen als zentraler Offensivstürmer weckten die Aufmerksamkeit des Drittligisten Plymouth Argyle, wo er 1973 seinen ersten Profivertrag unterzeichnete. Er erzielte 56 Tore in 135 Spielen und erreichte mit der Mannschaft in 1975/76 den Aufstieg. Danach wurde er von Bobby Robson für 200.000 Pfund für Ipswich Town verpflichtet. Eine gleichzeitige Offerte von West Ham United lehnte er ab.
Mariner debütierte im September 1976 für seinen neuen Verein und entwickelte sich innerhalb der Mannschaft zu einer „klassischen Nummer 9“. Sechs Monate nachdem sich Mariner Ipswich Town angeschlossen hatte, gab Mariner beim 5:0-Sieg gegen Luxemburg seinen Einstand für die englische Nationalmannschaft und war von Beginn an in der anschließenden Begegnung gegen Nordirland in der British Home Championship im Windsor Park zu Belfast dabei. Obwohl ihm in beiden Spielen kein Tor gelang, lieferte Mariner eine gute Leistung ab, blieb jedoch in den darauffolgenden sechs Länderspielen unberücksichtigt. Während dieser Zeit schloss Ipswich die Saison in der First Division auf dem dritten Platz ab, wobei Mariner in 28 Spielen zehn Treffer erzielte.
In Mariners drittem Länderspiel, einem Qualifikationsspiel für die WM 1978 in Argentinien gegen Luxemburg, schoss er in der letzten Minute das Tor zum 2:0, wobei sich dieser Sieg als zu knapp herausstellen sollte, um sich noch für die Weltmeisterschaft qualifizieren zu können. Nun war Mariner jedoch unter Nationaltrainer Ron Greenwood ernsthafter Anwärter für die Stammposition des Mittelstürmers und wurde nun zumeist Spielern wie Stuart Pearson und Bob Latchford vorgezogen.
Auf Vereinsebene durchlebte Mariner eine sehr wechselhafte Zeit. In 37 Spielen erzielte er elf Treffer, was seine Ambitionen in der englischen Nationalmannschaft aufrechterhielt. Dennoch stürzte Ipswich Town in der Meisterschaftsrunde in eine Krise und war am Saisonende nur auf dem 18. Platz. Im FA Cup jedoch erreichte der Verein das Endspiel und schlug dort im Wembley-Stadion den FC Arsenal mit 1:0. Mariner, der den Ball vor Roger Osbornes Siegtreffer an die latte geknallt hatte, wurde zum besten Spieler der Begegnung gekürt.
Obwohl das Jahr 1979 hinsichtlich der Torquote mit 13 Treffern in 33 Spielen die effektivste Zeit in Mariners Karriere bei Ipswich war, verzichtete Greenwood auf ihn. Nach zwei Jahren Abstinenz folgte 1980 Mariners sechstes Länderspiel bei der überraschenden 1:4-Niederlage gegen Wales in Wrexham, wobei ihm dort der Ehrentreffer gelang. Auch beim 2:1-Sieg gegen Australien in Sydney erzielte er ein Tor und wurde anschließend in den Kader für die EM 1980 in Italien nominiert, obwohl er zuvor in keinem Qualifikationsspiel für dieses Turnier eingesetzt worden war. Während des Turniers selbst kam er jedoch über die Reservistenrolle nicht hinaus.
In der Eröffnungspartie gegen Belgien in Turin, die 1:1 endete, spielte er nicht und wurde bei den zwei verbleibenden Gruppenspielen, der Niederlage gegen Italien und dem Sieg gegen Spanien eingewechselt. England schied in der Vorrunde aus dem Turnier aus.
Mariner konnte aber seinen Platz in der englischen Nationalmannschaft verteidigen, während er für Ipswich 1979/80 in 41 Spielen zu 17 Toren kam. Zu Beginn der anschließenden Saison startete England mit einem 4:0-Sieg gegen Norwegen in die Qualifikation für die WM 1982 in Spanien, als ihm ein außergewöhnlicher Drehschusstreffer aus 23 Metern gelang. Bei der anschließenden 1:2-Niederlage gegen Rumänien in Bukarest verzichtete Greenwood wieder auf ihn, ermöglichte ihm jedoch einen Monat später beim 2:1-Sieg gegen die Schweiz, wo Mariner das erste Tor erzielte, die Rückkehr.
Ipswich kämpfte 1980/81 in drei Wettbewerben und Mariner steuerte 13 Tore in 36 Spielen bei. In der Liga wurde Ipswich Vizemeister hinter Aston Villa und im Halbfinale des FA Cups unterlag Ipswich Manchester City. Im UEFA-Pokal trug Mariner jedoch durch gute Leistungen zum Titelgewinn bei. In den ersten Runden bis zum Viertelfinale gegen den AS Saint-Étienne traf Mariner zweimalig und ließ beim 4:1-Sieg in Frankreich zwei Tore folgen, worauf noch ein Treffer im Rückspiel folgte, der insgesamt das Weiterkommen ins Halbfinale ermöglichte. Auch beim 3:0-Hinspielsieg im Finale gegen den AZ Alkmaar, das Ipswich nach beiden Spielen mit insgesamt 5:3 gewinnen konnte, schoss Mariner ein Tor.
Einige Wochen später absolvierte Mariner dann einige Qualifikationsspiele für England, wobei einer Niederlage gegen die Schweiz ein Sieg gegen Ungarn folgte. Anschließend unterlag man jedoch gegen Norwegen und nährte Befürchtungen, England könne die dritte Weltmeisterschaft in Serie verpassen.  Nachdem England nach überraschenden Ergebnissen der Konkurrenz im letzten Spiel gegen Ungarn im Wembley-Stadion nur einen Sieg zur Qualifikation benötigte, war es erneut Mariner, der das einzige Tor zum 1:0-Sieg beisteuerte und England somit den Weg zum Weltmeisterschaftsturnier ebnete.
Aufgrund von Verletzungsproblemen an beiden Achillessehnen verpasste Mariner einen Großteil der nächsten Monate und schoss 1981/82 in 25 Spielen für Ipswich lediglich acht Tore. Ipswich Town wurde dabei erneut Vizemeister, diesmal hinter dem FC Liverpool.
In den letzten fünf Vorbereitungsspielen zur Weltmeisterschaft fand er jedoch mit vier Treffern wieder zu seiner alten Form, wobei sein Tor nach einem Solo gegen die Niederlande in Wembley einen Höhepunkt darstellte. Im Eröffnungsspiel der WM gegen Frankreich stand Mariner dann auch in der Anfangsformation.
Nach zwei Toren von Bryan Robson zur zwischenzeitlichen 2:1-Führung, darunter das schnellste Tor in einer Weltmeisterschaftsbegegnung, erhöhte Mariner mit einem Volleyschuss aus kürzester Distanz zum 3:1-Endstand. Zu diesem Zeitpunkt hatte Mariner in 21 Länderspielen bereits elf Tore geschossen und in den letzten sechs Spielen in Serie getroffen, was zuvor nur Jimmy Greaves gelungen war.
Greenwood setzte im Turnier weiterhin auf Mariner, der jedoch zu keinem weiteren Treffer kam. England schied nach zwei torlosen Remis in der Zwischenrunde aus. Eine bekannte Szene zeigt dabei Mariner, der den eingewechselten und während des Turniers mit Verletzungsproblemen kämpfenden englischen Mannschaftskapitän Kevin Keegan nach einer vergebenen Kopfballchance, die im Falle eines Tores zum Weiterkommen Englands gereicht hätte, tröstete.
Als dann Ipswichs Trainer Robson das Amt des Nationaltrainers übernahm, setzte sich Mariners Länderspielkarriere auch während der Qualifikationsspiele zur EM 1984 in Frankreich fort.  Obwohl er auch in Ipswich weiter zu Toren kam, begann der Verein dort aufgrund der zunehmenden Alterung mit einer verjüngenden Umstrukturierung.
Englands Qualifikationsrunde verlief schleppend, obwohl Mariner hintereinander in den Spielen gegen Ungarn und Luxemburg traf, wobei sich sein 13. Tor gegen Luxemburg als sein letzter Treffer für England herausstellen sollte. Mariner kam zu zwei weiteren Länderspielen, aber die Ankunft von Mark Hateley, einem großgewachsenen und trickreichen jungen Mittelstürmer, kündigte einen Generationswechsel an. Hateley wurde für Mariner beim Freundschaftsspielsieg gegen die DDR im September 1984 eingewechselt, bevor dann Mariner im Mai 1985 beim 0:0 während eines Qualifikationsspiels zur WM 1986 in Mexiko gegen Rumänien zu seinem 35. und letzten Einsatz kam.
Im Februar 1984 war Mariner für 150.000 Pfund vom FC Arsenal verpflichtet worden. Teils auch verletzungsbedingt war seine Zeit bei Arsenal nicht mehr der große Erfolg. In der Saison 1985/86 kam er nur noch zu neun Ligaspielen. Danach wurde er ohne Ablöse für den Zweitligisten FC Portsmouth freigegeben, mit dem er 1987 aufstieg, aber danach umgehend wieder abstieg. Nach einer weiteren kurzen Zeit beim maltesischen Verein Naxxar Lions kehrte er dann heim nach Chorley und Bury Town, um seine Karriere ausklingen zu lassen.
Nach seinem Rücktritt als Fußballer baute Mariner eine Spielerberatungsgesellschaft auf, bevor es ihn dann in die USA zog, um dort die Albany Capitals in der alten APSL zu betreuen. Seitdem blieb er in den USA, um zunächst als Co-Trainer an der Harvard-Universität zu arbeiten. Bis 2010 war er als Trainerassistent von Steve Nicol, früher Spieler des FC Liverpool und der schottischen Nationalmannschaft, bei New England Revolution aktiv. Im Januar 2011 wechselte er zu Toronto FC, bei dem er Assistent des ehemaligen niederländischen Nationalspielers Aron Winter wurde. Ab 7. Juni 2012 war Paul Mariner Nachfolger von Aron Winter und als Haupttrainer verantwortlich für den FC Toronto. Am 8. Januar 2013 wurde er entlassen.

## Privates
1976 heiratete er seine erste Frau Alison, mit der er drei Söhne hatte. Die Ehe endete 1989 in Scheidung. Nach kurzer Krankheit starb Paul Mariner im Juli 2021 im Alter von 68 Jahren an Krebs. Er wurde von seinen drei Söhnen, seiner Mutter und seiner Lebensgefährtin Val überlebt. Seine Autobiographie My Rock and Roll Football Story mit einem Vorwort seines Freundes Ian Gillan von Deep Purple steht zur Veröffentlichung an.

## Erfolge
- UEFA-Pokal-Sieger: 1981
- FA-Cup-Sieger: 1978